# Akhenaton (rappeur)
Pour les articles homonymes, voir Akhenaton (homonymie).
Akhenaton, de son vrai nom Philippe Fragione, né le 17 septembre 1968 à Marseille, est un rappeur, producteur, réalisateur, acteur et animateur de radio français d’origine italienne. Membre emblématique du groupe IAM, Akhenaton est, selon RFI en 21 avril 2015, « un des représentants les plus écoutés du rap en France. »

## Biographie

### Jeunesse et débuts (1968–1993)
Akhenaton, de son vrai nom Philippe Fragione, est né le 17 septembre 1968 à Marseille, dans les Bouches-du-Rhône. Il est issu d'une famille italienne originaire du Latium et de Campanie. Passionné par l'histoire, les dinosaures et l'Égypte, pendant son temps libre il joue avec ses copains au football jusqu'à l'âge de 16 ans ; il consacre aussi du temps à la lecture. Il passe la plupart de sa jeunesse à Plan-de-Cuques, village voisin de la ville de Marseille mais aussi à Marseille même à la Croix-Rouge. Il décrit le Marseille de son enfance comme extrêmement brutal.
Il découvre le hip-hop en 1982à New York aux États-Unis à la suite d'un séjour dans la famille de son père. Il décide de vivre avec ce dernier, responsable informatique à la Caisse régionale d'assurance maladie de Marseille (Sécurité sociale). Il décide de faire du rap après avoir pratiqué le break, il se rapproche de la station de radio marseillaise Sprint pour participer à l'émission "Vibration". Il rappe d'abord en anglais. C'est le morceau Disco Dream du groupe The Mean Machine, dans lequel un chanteur rappe en espagnol, qui lui donne envie de rapper en français. Il commence à jouer à Marseille dans des clubs sous le surnom de « Chill Phil », attribué par ses amis américains, aux côtés de son ami Éric « Khéops » Mazel. Il arrête ses études en cours de première année de DEUG en biologie-géologie.
Akhenaton est tout d'abord connu en tant que rappeur du groupe IAM. Son œuvre est marquée par ses origines napolitaines, l’islam auquel il se convertit, les rues de Marseille et de New York, la quête spirituelle, l'humour – parfois poussé jusqu'à l'autodérision –, la lucidité du regard et l'acuité de sa plume.
Sa première apparition discographique a lieu sur le titre This is the B Side, face B du vinyle Let's Make Some Noise des Choice MC's enregistré à Brooklyn en 1988, ce qui en fait le premier featuring rap franco-américain. Il rencontre à cette occasion MC Serch (en), membre de 3rd Bass, puis plus tard de Non Phixion.
Grâce à « son charisme, sa facilité de parole, son sens aigu de la critique, mais aussi sa sincérité et sa franchise, [AKH est] un interlocuteur de choix pour les médias. Il sait défendre les couleurs du rap, mais aussi celles de Marseille. »

### Vie privée (1993)
Avant son mariage avec Aïcha, il se convertit à l'islam, en 1993, et prend le nom d'Abdel Hakim,. Le couple a trois enfants : Yanis, né en 1995, lui aussi rappeur sous le nom de JMK$, Inaya, née en 1998 et Reyan, né en 2000.

### Métèque et Mat(1995–1999)
Métèque et mat est le premier album solo d'Akhenaton. Il est sorti en 1995. C'est un album très personnel dans lequel il évoque notamment sa jeunesse à Marseille, ses goûts, sa foi, ses racines, le tout semblant ainsi « conçu comme une authentique autobiographie rappée. »
Déjà en possession de plusieurs textes depuis 1993 non utilisés avec IAM (Métèque et mat notamment), il prend la décision, en accord avec le groupe, de faire un album solo. Il compose pour la première fois ses propres musiques. Il enregistre et mixe en Italie, à Naples et Capri —  une manière de souligner un peu plus que cet album est « résolument dans l’esprit d’un retour aux sources italiennes » —. Marseille sert de cadre à plusieurs des récits également. Cette identité marseillaise est d’ailleurs revendiquée sur Bad Boys de Marseille. Il évoque également le racisme et la prison (Un brin de haine, Lettres aux hirondelles). Dans cet album introspectif, il fait place aussi à des textes teintés de mysticisme, de mythologie, de mélancolie (Prométhée, Au fin fond d’une contrée, Je combats avec mes démons ou encore Dirigé vers l’Est). Bénéficiant du succès de Bad Boys de Marseille, l’album est certifié disque d’or 8 mois après sa sortie. Devenu un classique du rap français, la critique souligne la qualité des textes, démontrant — dès ce premier album solo — le talent d’auteur de l’artiste.
En 1998, Luc Besson demande à Akhenaton de composer la bande originale du film Taxi. Ce dernier compose l'instrumental de chaque morceau (sauf Tu me plais de Def Bond et K-Reen, composé par Kheops) et invite plusieurs artistes émergents à y apposer leurs textes. Akhenaton est alors le "stratège de Mars" et collabore activement avec les artistes marseillais du moment, les plus anciens comme Faf Larage (le frère de Shurik'n), Def Bond et K-Rhyme le Roi du Soul Swing, mais aussi 3e Œil, la Fonky Family et tout spécialement Le Rat Luciano, puis un peu plus tard les Psy 4 de la Rime.

### Sol Invictus(2000–2001)
En 2000, Akhenaton et Bruno Coulais s'occupent de la bande originale du film Comme un aimant, avec la participation de Millie Jackson, Isaac Hayes, Cunnie Williams et d'autres grands noms de la soul ou de jeunes artistes, qu'ils soient traditionnels ou rappeurs. Issu de cette BO, le titre Belsunce Breakdown écrit par Bouga et composé par Akhenaton connaîtra un gros succès durant tout l'été 2000.
La même année, il crée avec son frère Fabien Al-Khemya, une structure ("pool") rassemblant des producteurs de musique (DJ Ralph, Sya Styles, Hal, Akos, DJ Majestic) qui fera ses premières armes sur le projet Electro Cypher,. Suivront des projets cinématographiques (Taxi 2) ou télévisuel (habillage musical de la chaîne Cinéfaz).
Son deuxième album solo, Sol Invictus (2001, 175 000 exemplaires vendus), est plus sombre et moins accessible que Métèque et mat. AKH s'en souviendra plus tard dans Soldats de Fortune, il a écrit Sol Invictus « en dépression, le moral fracassé ». Cet album exprime un sentiment de solitude face à l'intolérance (Nuits à Médine, Horizon vertical), face au mépris, à la nostalgie et au temps (NYC Transit, Entrer dans la légende) ; il contient également de formidables envolées poétiques (Mes soleils et mes lunes) et se conclut par une introspection en forme de bilan artistique (Mon texte le savon), qui deviendra un véritable classique – Chill reprendra à trois reprises ce titre dans des projets ultérieurs (Mon texte le savon, part 2, 3, 4), prolongeant sa réflexion et son introspection.
L'ouverture de l'album est titrée Paese et intro car, après 3'46" consacrées à dresser un tableau impressionniste de l'Italie, glaçant et brûlant à la fois, l'instru ouvragée décroît tandis que Chill reprend la parole. Bientôt elle s'éteint et il rappe alors a cappella avec brutalité et franchise ses désillusions sur d'autres rappeurs. L'instru le reprend en vol (après un scratch : 4'23"), nouvelle, tandis qu'Akhenaton se consacre à la nostalgie. Chacun des deux couplets de Paese se conclut par l'évocation du silence : « Car très étrangement ils aiment tout ce qui ferme sa gueule » ; « Si on a rien de bon à dire alors vaut mieux se taire », plus précisément par l'évocation de l'action de se taire. À l'époque, plusieurs clashs, notamment avec des MC's franciliens, peuvent peut-être en partie expliquer ces rimes. Ils constituent en tout cas le sujet du titre C'est ça mon frère sur cet album, que l'on a pu entendre comme une réponse à Sheryo.

### Black Album(2002)
Un an après, en 2002, Akhenaton publie le Black Album qui est un peu le prolongement de Sol Invictus. Les influences orientales se remarquent dans la plupart des instrumentales de l'album. Certains textes sont introspectifs : À vouloir toucher Dieu, Musique de la jungle, Une journée chez le diable, J'voulais dire... Le chanteur évoque aussi le trafic d'humains qui alimente les réseaux de prostitution des pays de l'Est dans Nid de guêpes ; la façon dont les médias nourrissent le racisme dans Écœuré ; la légitimité du mouvement hip-hop dans Nerf de glace. Le Black Album comporte aussi quelques freestyles et egotrips : Bionic Mc's, Ancient scriptures, Au minimum, Rimes sévères. L'album accueille de nombreuses collaborations d'artistes, notamment Soprano, Mic forcing et Bruizza.

### Soldats de fortune(2006)
En 2006, Akhenaton revient en solo avec Soldats de fortune, auquel collaborent notamment son groupe IAM ainsi que Sako, Psy 4 de la rime ou Veust Lyricist notamment. Plus festif,[réf. nécessaire] ce double album reprend néanmoins les thèmes qui ont toujours inspiré l'artiste (les racines, la musique, la rue). L'actualité et la politique sont toujours des sujets importants, avec des évocations des attentats du 11 septembre 2001 à New York et des guerres en Afghanistan et en Irak qui les ont suivis (Déjà les barbelés). Akhenaton y fait exprime également sa crainte de voir la politique néolibérale conservatrice l'emporter[réf. nécessaire]. L'album se caractérise d'ailleurs par La fin de leur monde. Dans ce morceau de plus de 10 minutes, présent sur le second disque de la version collector, Akhenaton et Shurik'n dénoncent les dérives du système capitaliste, les failles des politiques et la manipulation des masses du fait de l'irresponsabilité des médias. Le morceau et son clip sont plébiscités sur Internet mais censurés à la radio et la télévision.[réf. nécessaire]
En 2007, Akhenaton participe activement au nouvel album de Julie Zenatti. Il compose pour elle Si le temps me le permettait et Le chemin de l'école ; c'est la première fois qu'il travaille avec une artiste issue de la variété française. Si le temps me le permettait est le troisième single extrait de La Boîte de Pandore. Toujours en 2007, il participe au projet Opinion sur rue vol.3, produit et réalisé par KL13 et les frères Saiff, en enregistrant un duo avec Chiens de paille titré Pour la cause. Opinion sur rue vol.3 est réalisé au bénéfice de l'association J'ai un rêve afin d'aider les enfants défavorisés en France et dans le monde.
En 2008, il fait une apparition sur le troisième album de Sans Pression, pionnier du mouvement hip-hop québécois. Le 14 mars 2008, Akhenaton chante au pied des pyramides de Gizeh lors du concert anniversaire des 20 ans d'IAM. En octobre de la même année, il réalise en solo le titre Sur les lèvres de la peur pour la bande originale du biopic consacré à Jacques Mesrine et titré Mesrine.
En 2010, il signe la bande originale du film Il reste du jambon ? de Anne Depétrini.

### Je suis en vie(depuis 2014)

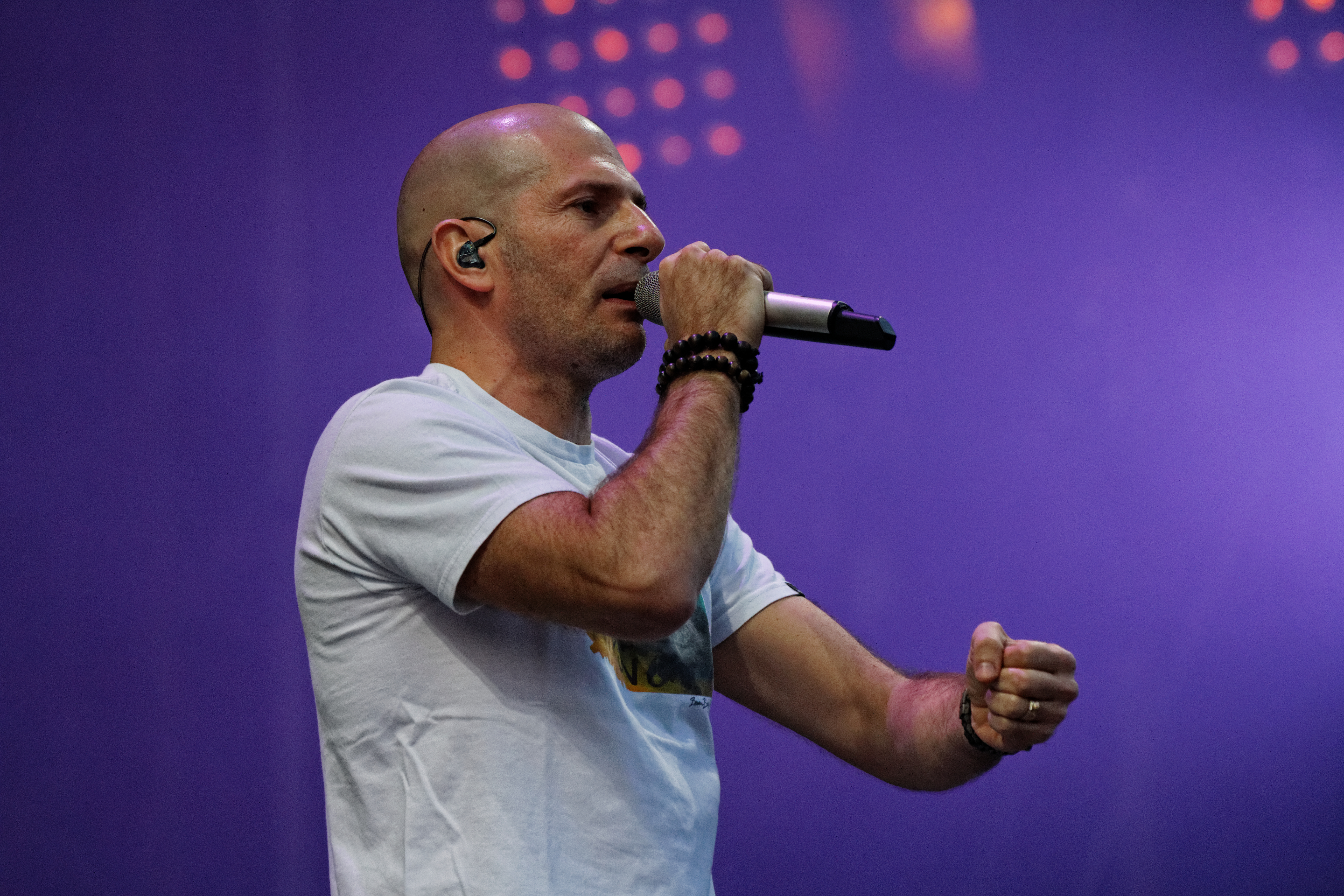
Akhenaton sur scène en 2014 à la Fête de l'Humanité.

Le cinquième album solo d'Akhenaton, intitulé Je suis en vie, est publié le 3 novembre 2014 sur le label Def Jam France. La première chanson qui en est extraite est Mon texte le savon part III, la suite d'un de ses morceaux-phares. L'album contient des participations de ses frères d'armes (Faf Larage, Cut Killer, Shurik'n, Veust Lyricist) et d'autres rappeurs reconnus (Perso, Meryem Saci, R.E.D.K, Tyler Woods).
En 2024, il sort Monopolium avec Veust, qu'il qualifie alors de « un des albums que j’ai pu faire hors IAM que je préfère ».

## Production
Il a composé des morceaux pour de nombreux rappeurs dont Bambi Cruz, Passi, Stomy Bugsy, Chiens de paille, Le Rat Luciano et la Fonky Family, Freeman, La Brigade, 3e Œil. Akhenaton a également créé le label musical Côté Obscur, la maison d'édition La Cosca et le label musical 361 Records qui fabrique des disques vinyles (33 tours) et produit des artistes sur support vinyle. Ce dernier est fondé en juin 1999 dans le but de faire découvrir des musiciens encore peu ou pas connus. Il produit des artistes comme  Chiens de paille, Psy 4 De La Rime et L'Algérino. Il collabore également avec Oxmo Puccino.
En 2000, il co-réalise le film Comme un aimant avec Kamel Saleh. En 2009, il co-réalise Conte de la frustration aux côtés de Didier D. Daarwin. En 2006, pour accompagner l'album Soldats de fortune, un clip de la chanson La fin de leur monde est monté. Consistant en 11 minutes d'images réelles illustrant les paroles, le clip est boudé par les chaînes musicales, de manière incompréhensible selon les nombreux fans d'Akhenaton et de IAM en général. La vidéo est toutefois largement diffusée sur internet, au travers d'une pléthore de blogs dont certains dénoncent la censure du clip.
En 2010, Akhenaton donne naissance au label électronique de musique Me-Label. Les abonnés en ligne ont accès à des sons inédits de l'artiste. Me-Label est également utilisé pour la distribution d'albums, tels que We Luv New York et les précédents albums solo d'Akhenaton. Il explique : « Mais ce qui fait qu'on crée Me-Label, c'est sûrement la disparition de notre label classique, 361 Records. Tous les artistes sont partis, il n'y avait plus que moi dedans... » Il poursuit : « Chez 361 Records, on avait un studio, avec des frais sur chaque album. Pour certains disques des Psy4 de la rime, on avait des budgets de majors. Ces points d'amortissement très élevés ont complètement disparu avec Me-Label. Avec 2000 téléchargements, tes frais sont amortis. C'est une économie qui fonctionne, même si j'ai conscience que pour avoir 60 000 personnes sur un site, c'est compliqué. »
L’univers d’IAM s'inspire de la mythologie et du fantastique, flirte avec l’irréel et propose une réflexion sur le sens. Il fourmille de clins d'œil culturels, politiques, cinématographiques et musicaux, que ce soit au travers des samples ou des paroles.

## Pseudonyme
Philippe Fragione répond à plusieurs surnoms : Akhenaton, Chill, AKH, Sentenza (d'après le personnage qu'incarne Lee Van Cleef dans le film Le Bon, la Brute et le Truand), Spectre (dans le titre Secret défense avec Def Bond sur Sad Hill), Abdelhakim, 'Talienn (diminutif de "italien"). Il en existe d'autres, le plus souvent liés à Chill et issus de parties du jeu vidéo Pro Evolution Soccer : Achill (sur le morceau Troie), Irv Gochill Mordor Inc (champion du monde de Pro Evolution Soccer). Pour les Égyptiens de l'antiquité, l'Akh (le bienheureux) est l'un des éléments entrant dans la composition de l'être.

## Médias

### Télévision
Akhenaton prête sa voix au générique de la première saison de la série d'animation Foot 2 rue. En 2009, Akhenaton, passionné de cuisine, présente Cosca Cook, chaque lundi à 19 h, une émission culinaire sur la chaîne télévisée Cuisine+. Durant une heure, il reçoit chez lui, dans sa propre cuisine, un proche célèbre pour cuisiner ensemble un plat, sur une idée de l'invité. La deuxième saison ne sera jamais tournée[réf. nécessaire]. À ce propos, Akhenaton explique, agacé : « J'ai compris en regardant les programmes de Cuisine TV pourquoi ils nous ont refusé la saison 2. Ils ont pris notre concept, ont mis quelqu'un à notre place et l'ont fait eux-mêmes[réf. nécessaire]... ».
En 2018, on le retrouve également pour la musique originale de la série d'animation Max & Maestro.
Avec l'apnéiste Morgan Bourc’his, il est au cœur du documentaire En immersion avec Akhenaton diffusé sur Ushuaïa TV en juin 2024.

### Radio
À la rentrée 2011, il anime l'émission Tu le sais sur Le Mouv’, présentant son univers musical rap (souvent avec sessions spéciales). Il reçoit parfois des invités qui présentent leur playlist. Programmée le samedi entre 20 h et 21 h, l'émission est rediffusée le dimanche de la semaine suivante à la même heure. En septembre 2014, l'émission, désormais diffusée le dimanche soir, entame sa quatrième saison. En février 2015, il anime l'émission La Sélection, le mardi de 23 h à minuit, dans laquelle il présente, là aussi, les artistes rap qu'il écoute, souvent des rappeurs underground américains.

### Exposition
Akhenaton fut le directeur artistique, de l'exposition HIP-HOP, du Bronx aux rues arabes à l'Institut du monde arabe (28 avril 2015 au 26 juillet 2015).

### Publicité
En avril 2015, Chill participe à une campagne publicitaire de Coca-Cola pour laquelle il interprète et écrit les paroles de la chanson Vivre maintenant. Bien qu'il explique que son cachet pour cette publicité sera reversé à des associations caritatives, de vives réactions éclatent sur les réseaux sociaux, une partie du public ne comprenant pas que l'artiste associe son image à celle d'une entreprise aux pratiques contestées. Akhenaton répond aux critiques dans une lettre ouverte. Il ne voit pas de contradiction entre ses engagements politiques et la multinationale : « Je ne suis pas un altermondialiste ni un communiste, je suis pour un capitalisme juste et où le partage se ferait mieux qu'aujourd'hui. »,, Il explique aussi sa position dans les médias : « L'opposition frontale a-t-elle créé une amélioration ces dernières années ? Les riches sont encore plus riches et les pauvres encore plus pauvres. Je pense qu'il faut passer à d'autres techniques de combat. »

### Autres
Depuis 2007, Akhenaton dirige Akh WebTV, une émission web qui dévoile son univers musical, les coulisses des clips, les coulisses des projets musicaux et cinématographiques.
En 2012, il collabore avec Adidas et le designer Pablo Reinoso pour concevoir le nouveau maillot third de l'Olympique de Marseille. Ce maillot réversible (couleur noire d'un côté, orange de l'autre) fait référence aux redskins anglais qui, dans les années 1980, « retournaient leurs bombers noir doublé orange dans un esprit anti-raciste,, ».
En 2015, à la suite d'un sketch de Laurent Gerra dans l'émission Vivement Dimanche, Akhenaton répond à l'imitateur en déplorant les clichés qu'il véhicule. Laurent Gerra, n'appréciant pas le rap et préférant la variété française, s'était moqué des textes du groupe IAM.

## Prises de position
Selon Le Point, Akhenaton est « depuis les années Covid via ses réseaux sociaux, antivax complotiste et antisioniste déclaré ».

### Positions sur la pandémie de Covid-19
Début août 2021, Akhenaton est testé positif au Covid-19 et est hospitalisé pour gêne respiratoire.
En septembre, il explique qu'il continue à dire son opposition d'une part à la vaccination obligatoire — qu'il assimile à une « thérapie génique » — et d'autre part au passe sanitaire émis en France, selon le modèle du passe sanitaire européen et/ou aux modalités de son application. Il affirme également que l'apparition de variants est liée aux campagnes de vaccination, ce qui est faux. En réalité les variants Alpha et Delta sont apparus au Royaume-Uni et en Inde avant le début de la vaccination.

### Positionnement politique
(mai 2025).
Le 1er juillet 2024 sort le titre No pasarán, référence au slogan antifasciste de la guerre civile espagnole, auquel Akhenaton participe avec une dizaine d'autres rappeurs en réaction au score élevé du Rassemblement national lors des élections législatives françaises de 2024. Certains passages du morceau sont considérés par Le Monde comme « misogynes et complotistes au risque de brouiller leur message » et « d'appel à la haine ». Akhenaton déclare notamment dans le morceau : « C'est pas un candidat, c'est les idées qu'il faut qu'on batte / Les années 30 et leur odeur font leur comeback. (...) Rien n'a changé, je préfère la main tendue au bras tendu »,,. Le Point perçoit « une curieuse indulgence » de la presse face à la violence du texte, qui voit notamment Le Monde ériger Akhenaton « en sage ».

### Publication "complotiste" sur l'utilisation des distributeurs de billet
Le 15 avril 2025, Akhenation relaie une fake news complotiste sur X évoquant l'exigence de justificatifs pour retirer de l'argent aux distributeurs de billets à partir de l'été 2025(Akhenaton Officiel (@AkhenatonIAM), « Justificatifs retraits distributeur », sur X, 13 avril 2025 à 23h38 (consulté le 12 juin 2026)). Mélangeant pêle-mêle propos anti-européens ("maman Von der Leyen et tata Lagarde"), positionnement pro-russe ("Si je dis que j’épargne du cash pour acheter un missile à l’Ukraine ça passe?") et comparaison des libertés en Chine, aux USA et en Europe, il est rappelé à l'ordre par la communauté des utilisateurs qui lui indique que "La loi de finances pour 2025, promulguée le 14 février 2025, ne contient aucune mesure imposant un justificatif pour les retraits aux DAB". France Info relève la viralité de ce tweet et l'infox qu'il comporte 2 jours plus tard dans le cadre d'un article sur le déploiement en France de nouveaux distributeurs de billet,.

## Bilan artistique

### Publications
- Lumières : en Région Provence-Alpes-Côte d'Azur, Actes Sud, 2002 (ISBN 2-7427-3987-4), p. 91-93Ouvrage collectif composé de photos de Gilles Martin-Raget de la région PACA accompagnés de textes personnels faisant « l’éloge » de la lumière. Akhenaton accompagne son texte avec le premier couplet et le refrain de Mes soleils et mes lunes (Sol Invictus)
- Akhenaton, Eric Mandel, La Face B, Don Quichotte éditions, 2010, 462 p. (ISBN 978-2-35949-002-2)Autobiographie
- Laurent Muratet (dir.), Étienne Godinot (dir.), Akhenation, Christophe André, Jean-Marie Pelt, Pierre Rabhi, Matthieu Ricard, Jean Ziegler et al. (préf. Stéphane Hessel), Un nouveau monde en marche : vers une société non-violente, écologique et solidaire, Gap, éd. Yves Michel, coll. « Société civile », 2012, 416 p. (ISBN 978-2-364-29016-7 et 2-364-29016-3, BNF 42692020).
- IAM et Baptiste Bouthier, Entre la pierre et la plume, Stock, 2020 (ISBN 978-2-234-08934-1)
- Akhenaton, La Faim de leur monde, L’Iconoclaste, 2021 (ISBN 978-2-37880-224-0, présentation en ligne)[57]

### Discographie

#### Albums solo
- 1995 : Métèque et mat
- 2001 : Sol Invictus
- 2002 : Black Album
- 2006 : Soldats de fortune
- 2014 : Je suis en vie

#### Albums au sein d'IAM
- 1990 : Concept
- 1991 : ... de la planète Mars
- 1993 : Ombre est lumière
- 1997 : L'École du micro d'argent
- 2003 : Revoir un printemps
- 2007 : Saison 5
- 2013 : Arts Martiens
- 2013 : ...IAM
- 2017 : Rêvolution
- 2019 : Yasuke
- 2021 : Rimes essentielles
- 2023 : HHHistory

#### Albums collaboratifs
- 2000 : Electro Cypher
- 2011 : We Luv New York (avec Faf Larage)
- 2018 : Akhenaton X DJ Duke (avec DJ Duke)
- 2020 : Astéroïde (avec Just Music Beats)
- 2021 : The Whole in My Heart (avec Napoleon Da Legend)
- 2022 : Latin Quarter (avec Nicholas Craven)
- 2023 : Nout (avec Meryem Saci)
- 2023 : Monopolium (avec Veust Lyricist)

#### Bandes originales
- 1998 : Taxi, film de Gérard Pirès
- 2000 : Comme un aimant, film de Kamel Saleh et lui-même, composée avec Bruno Coulais
- 2010 : Conte de la frustration, téléfilm de lui-même, en collaboration avec Didier Daarwin
- 2010 : Il reste du jambon ?, film d'Anne Depétrini
- 2010 : La Face B, livre d'Akhenaton, en collaboration avec Eric Mandel

## Filmographie

### Réalisateur
- 2000 : Comme un aimant (long métrage pour le cinéma) de Kamel Saleh et Akhenaton
- 2010 : Conte de la frustration (téléfilm) de Didier Daarwin et Akhenaton

### Acteur
- 2000 : Comme un aimant de Kamel Saleh et Akhenaton : Sauveur
- 2008 : Encore un printemps d'Audrey Estrougo : lui-même
- 2010 : Conte de la frustration (téléfilm) de Didier Daarwin et Akhenaton
- 2011 : Zak (série télévisée), saison 1 : lui-même

## Vidéographie
- 2005 : Alias Akhenaton de Kamel Saleh
- 2024 : En immersion avec Akhenaton de Jérémy Frey

## Décorations
- Officier de l'ordre des Arts et des Lettres (2020)[58]